# Nokia 5530
Nokia 5530 — мультимедийный смартфон с сенсорным экраном производства компании Nokia. 
Вышел в 2009 г. Относится к линейке XpressMusic. На момент выхода не имел аналогов в своем ценовом сегменте.
В ряде стран продавался вместе с сервисом Nokia Comes With Music. В России были доступны лишь варианты без сервиса.

## Технические характеристики
Аппарат выполнен в форм-факторе моноблок. Для управления используется сенсорный экран, изготовленный по резистивной технологии, что позволяет управление не только пальцем, но и стилусом.
В техническом плане модель является почти полной (уменьшенной) копией Nokia 5800. Тут используется меньший экран. Диагональ 2,9" по сравнению с 3,2" у Nokia 5800, остальные характеристики экрана такие же: соотношение сторон 16:9, разрешение — 640х360, отображает до 16 млн цветов. Экран у Nokia 5530 более яркий, контрастный, одним из первых оснащен технологией AFFS (Advanced Fringe Field Switching), позволяющей добиться хороших углов обзора, и имеет гораздо лучшую цветопередачу, чем экран 5800. Три аппаратные кнопки заменены сенсорными. Корпус также стал меньше (104х49х13 мм по сравнению с 111х51,7х15,5 мм у 5800), и легче (107 г по сравнению с 109 г у 5800). Ёмкость аккумулятора также меньше (1000 мАч по сравнению с 1320 мА·ч у 5800). Изменен был и комплект поставки. По сравнению с таковым у 5530 нет стилусов (один идет вместе с телефоном), чехла, кабеля Video-out и подставки.
Аппарат оснащен 3,2 Мп камерой с автофокусом. В отличие от 5800, в модели 5530 применяется более дешевый модуль (хотя картинка получается более яркая и контрастная) и один элемент LED-вспышки. Фронтальной камеры для видеозвонков в аппарате нет, поскольку модель не может работать в 3G-сетях. Для автоматического изменения ориентации экрана в аппарате есть акселерометр. Есть слот для карт памяти MicroSD (до 16 ГБ). В комплекте с телефоном идет карточка на 4 ГБ.
Аппарат может подключаться к другим устройствам через Micro-USB 2.0, Bluetooth 2.0 (EDR/A2DP/AVRCP) и Wi-Fi (IEEE 802.11b/g). В аппарате совмещенный порт 3,5 мм TRS «мини-джек»
В аппарате используется Li-Ion аккумулятор Nokia BL-4U ёмкостью 1000 мА·ч.
В комплект поставки входят:
- Nokia 5530 XpressMusic
- Аккумулятор (BL-4U)
- Зарядное устройство (AC-8)
- Гарнитура (WH-205)

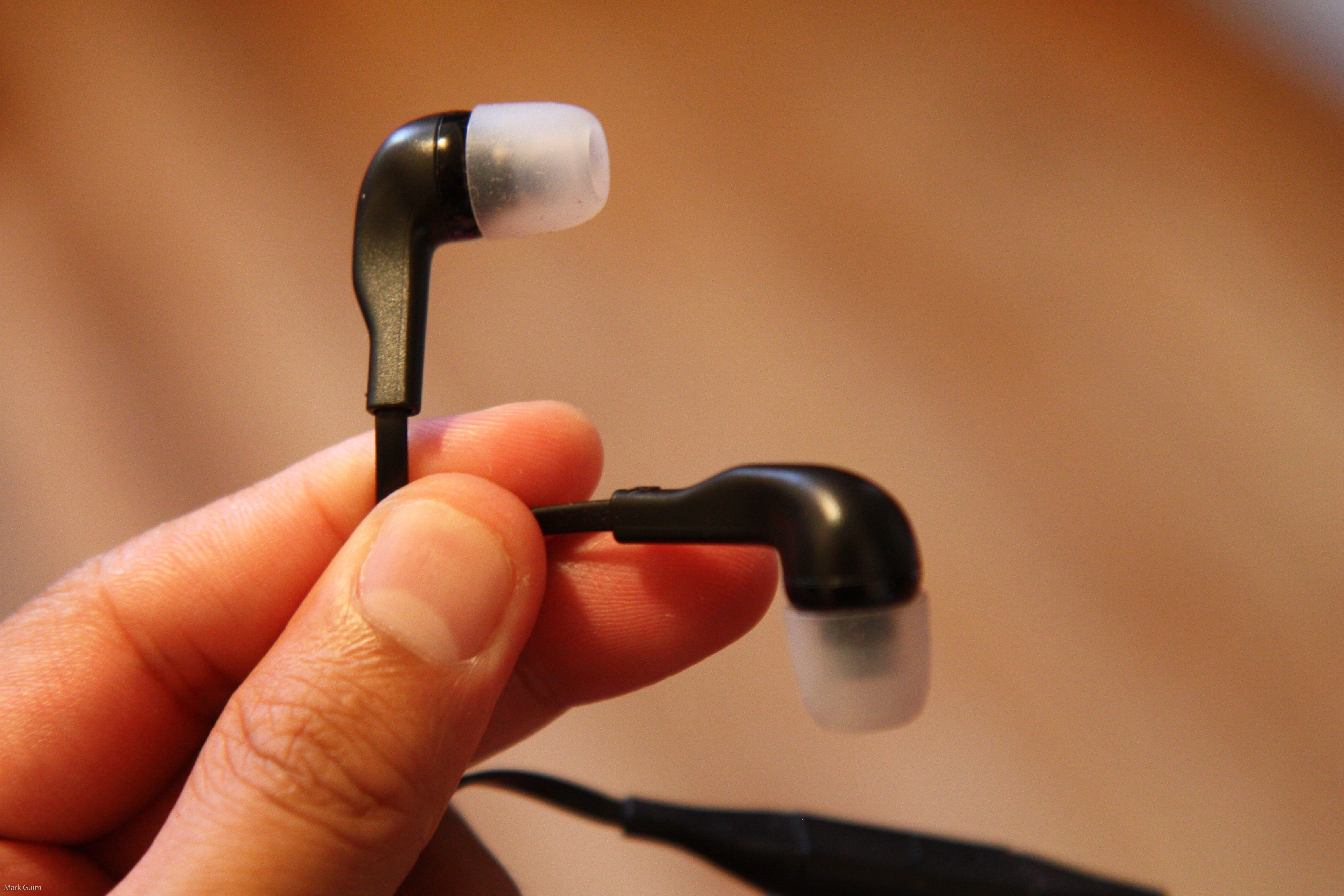
Комплектная гарнитура Nokia WH-205

- USB кабель для подключения к компьютеру (CA-101)
- Карта памяти microSDHC 4 ГБ (MU-41) в более поздних поставках 2ГБ
- Инструкция
- Mini DVD с ПО

## Модели Nokia со схожим функционалом
Компания выпустила несколько моделей со схожим функционалом, кроме Nokia 5800, это также Nokia 5230 и Nokia 5235.
|                          | Nokia 5230                                                  | Nokia 5530                                                   | Nokia 5800                                                    |
| ------------------------ | ----------------------------------------------------------- | ------------------------------------------------------------ | ------------------------------------------------------------- |
| Размер, мм               | 111х51,7х15,5                                               | 104х49х13                                                    | 111х51,7х15,5                                                 |
| Вес, г                   | 113                                                         | 107                                                          | 109                                                           |
| Дисплей                  | 3,2", TFT, 16 млн, 640x360, датчик расстояния, акселерометр | 2,9", AFFS, 16 млн, 640x360, акселерометр, датчик расстояния | 3,2", TFT, 16 млн, 640x360, датчик освещенности, акселерометр |
| Аккумулятор              | Li-Ion, 1320 мА·ч                                           | Li-Ion, 1000 мА·ч                                            | Li-Ion, 1320 мА·ч                                             |
| Камера                   | 2 Мп                                                        | 3,2 Мп, автофокус (активный элемент), вспышка 1 LED          | 3,2 Мп, автофокус (активный элемент), вспышка 2 LED           |
| Карта памяти в комплекте | 2 и 4 ГБ                                                    | 4 и 2 гб                                                     | 8 ГБ                                                          |
| 3G                       | Да                                                          | Нет                                                          | Да                                                            |
| GPS                      | Да                                                          | Нет, но можно подключить внешний модуль                      | Да                                                            |
| Wi-Fi                    | Нет                                                         | Да                                                           | Да                                                            |

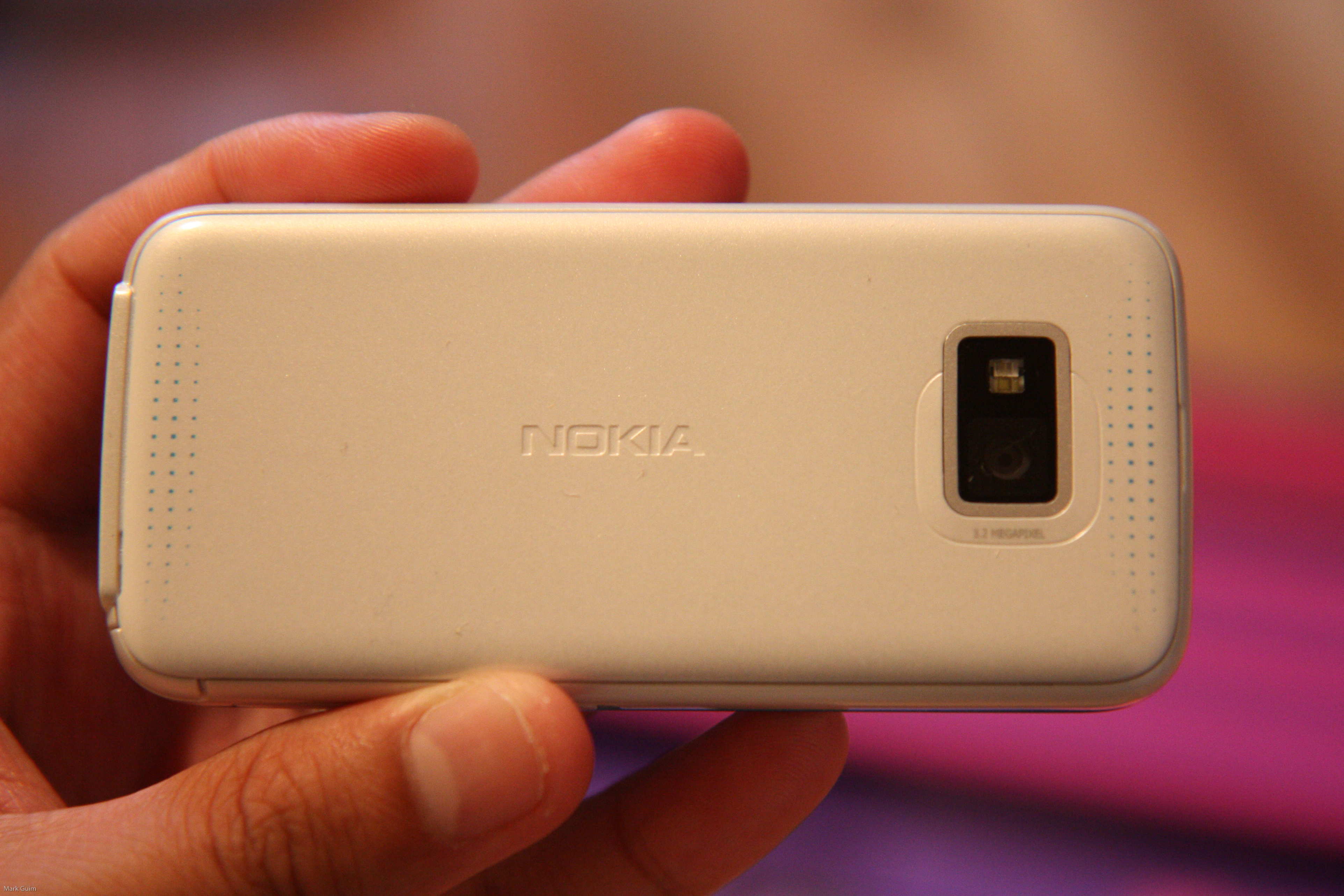
Обратная сторона
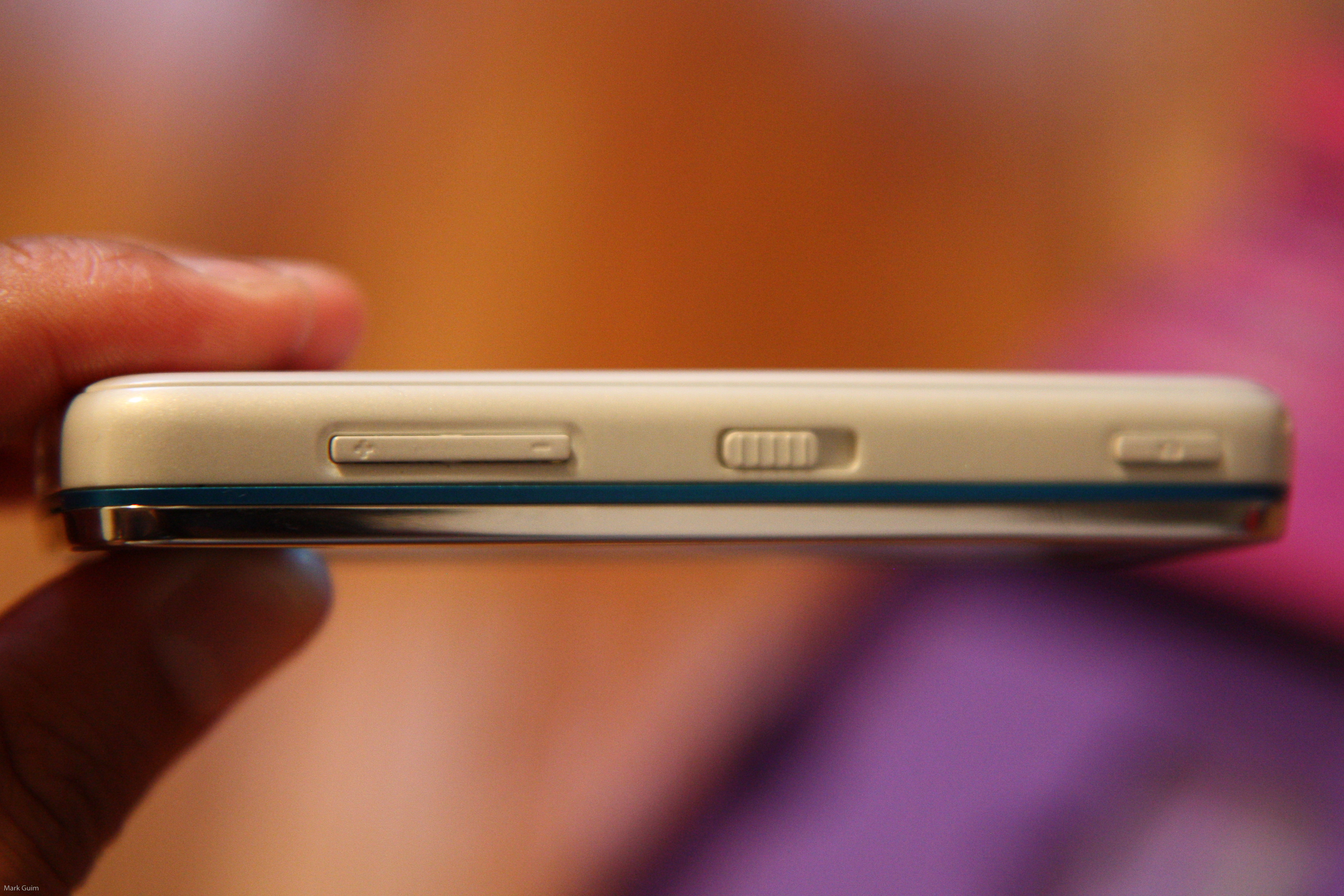
Правая сторона
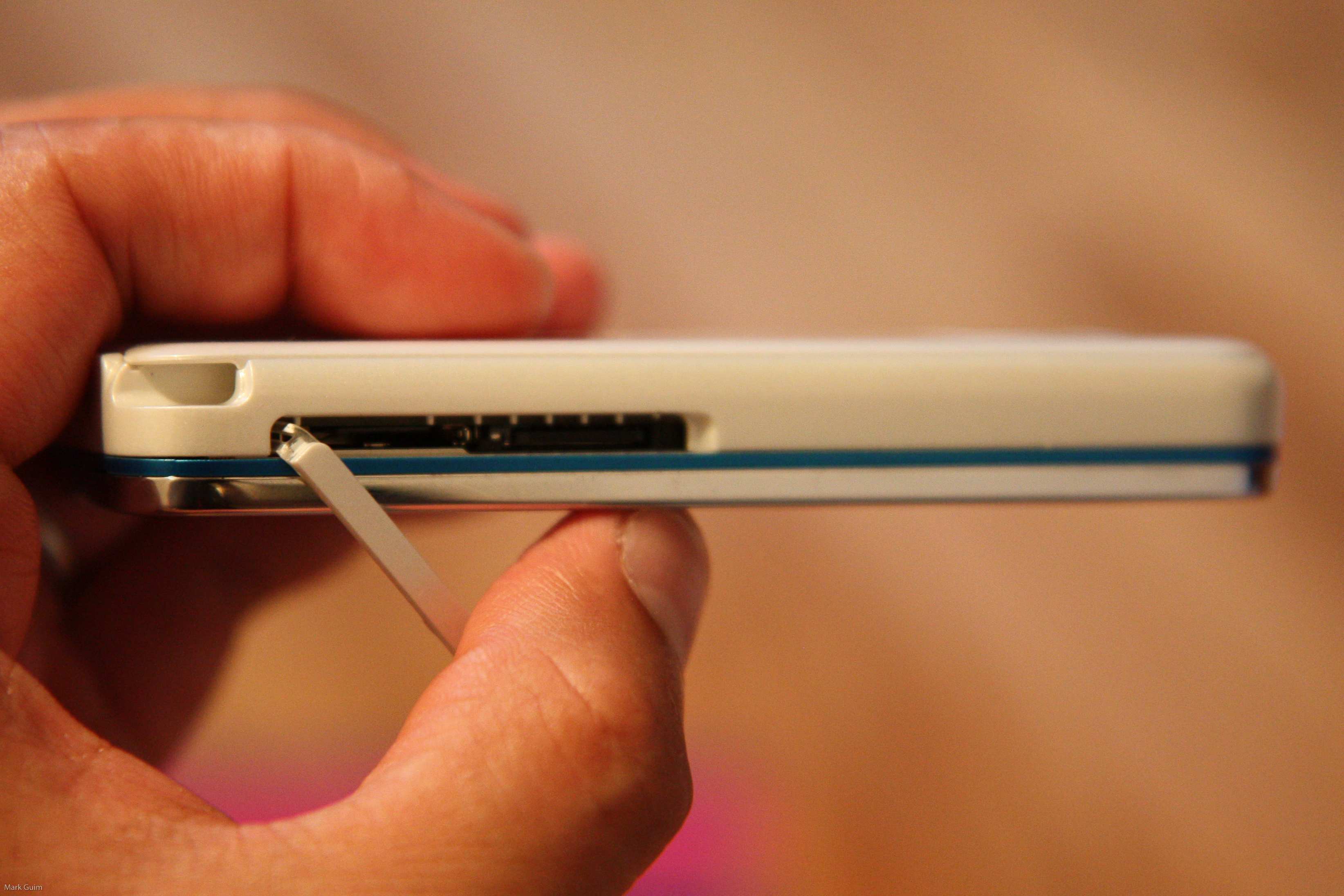
Левая сторона
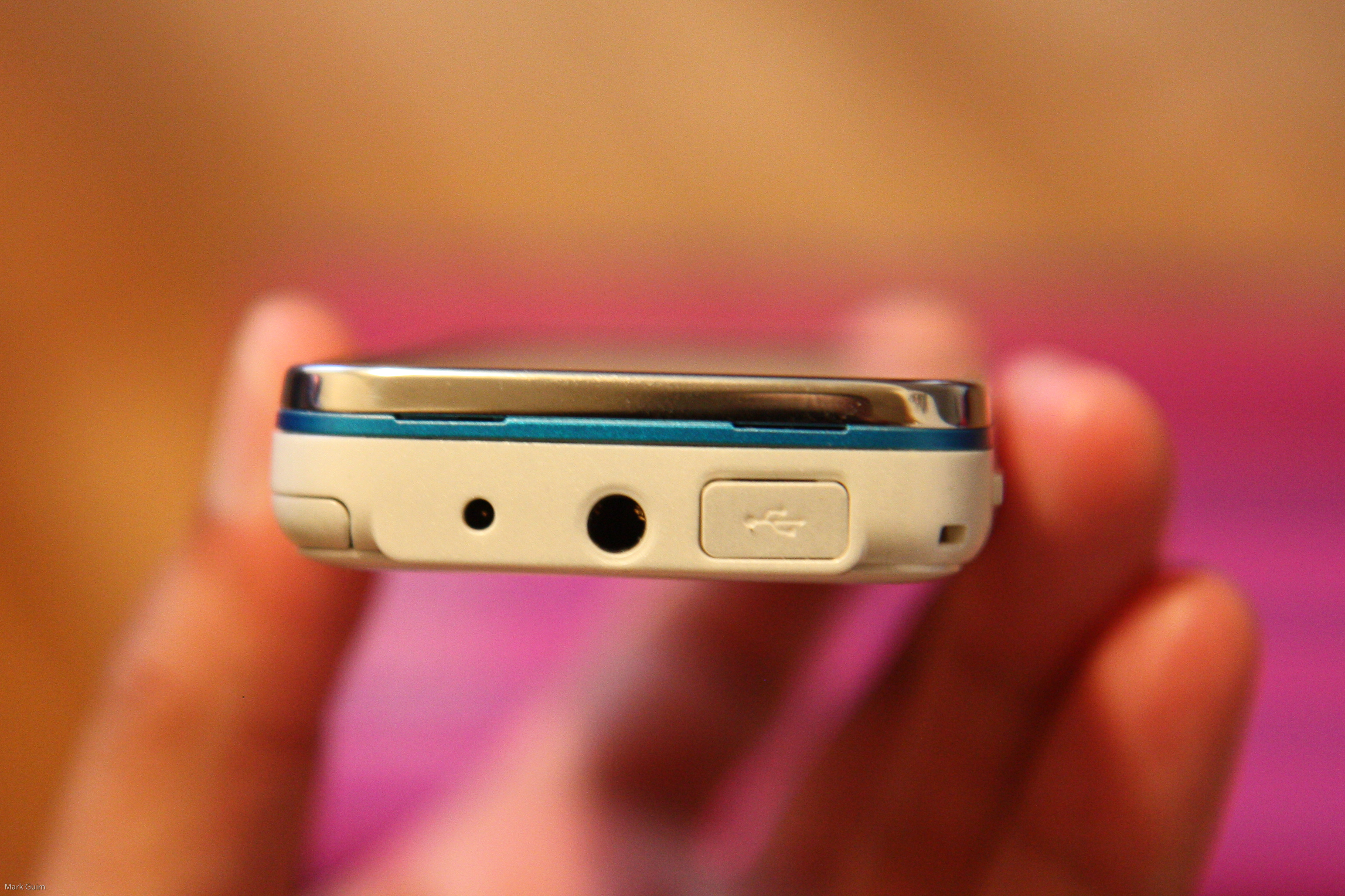
Нижняя сторона